# Rollinia peruviana
Rollinia peruviana Diels – gatunek rośliny z rodziny flaszowcowatych (Annonaceae Juss.). Występuje naturalnie w Peru, Brazylii oraz Boliwii. 

## Morfologia
PokrójZimozielone drzewo lub krzew dorastające do 3–9 m wysokości. Młode pędy są owłosione.
LiścieMają kształt od podłużnie lancetowatego do lancetowatego. Mierzą 8–15 cm długości oraz 2–3,5 cm szerokości. Nasada liścia jest zaokrąglona. Blaszka liściowa jest całobrzega o ostrym wierzchołku. Ogonek liściowy jest owłosiony i dorasta do 5–6 mm długości.
KwiatySą pojedyncze lub zebrane w pary, rozwijają się w kątach pędów. Działki kielicha mają owalny kształt. Płatki mają owalny kształt i osiągają do 10 mm długości.